# Olympia, Washington
Olympia este capitala statului Washington din Statele Unite ale Americii și sediul comitatului Thurston.GR6 Orașul a fost încorporat la 28 ianuarie 1859. Populația orașului era de 42.514 locuitori conform recensământului din anul 2000, efectuat de United States Census Bureau. Olympia este centrul cultural al regiunii cunoscute sub numele de Puget Sound.

## Demografie
Populația totală a orașului în 2010: 46,478
Structura rasială în conformitate cu recensământul din 2010:
- 83.7% Albi
- 2.0% Negri
- 1.4% Americani Nativi
- 6.0% Asiatici
- 0.4% Hawaieni Nativi sau locuitori ai Insulelor Pacificului
- 5.0% Două sau mai multe rase
- 1.5% Altă rasă
- 6.3% Hispanici sau Latino (de orice rasă)